# Municipio de General Pánfilo Natera
El municipio de General Pánfilo Natera es uno de los 58 municipios del estado mexicano de Zacatecas. Fue nombrado en honor al Gral. Pánfilo Natera García, gobernador de Zacatecas y revolucionario ilustre. El municipio se encuentra en el sureste del estado y limita al norte con los municipios de Trancoso y Guadalupe, al sur con el municipio de Villa González Ortega, al oeste con Ojocaliente y al este con los municipios de Salinas y Villa de Ramos en San Luis Potosí. La cabecera municipal se encuentra en la localidad de General Pánfilo Natera, y es conocida como La Blanca por los lugareños.

## Historia

### Toponimia
Este nombre se le dio en honor al ilustre revolucionario, Gral. Pánfilo Natera Gobernador de Zacatecas y que participó en la muy célebre Toma de Zacatecas.

### Antecedentes Prehispánicos
Esta región fue habitada por los chichimecas, específicamente por la tribu guachichil, los cuales se encontraban ubicados a unas 12 o 14 leguas de la ciudad de Zacatecas, en rancherías que en ocasiones sumaban cerca de los 100 habitantes y fue este grupo conocido como guachichiles salineros los que deambularon en nuestro territorio.

## Educación
El municipio ofrece:
- Educación Inicial
- Educación Básica
- Educación Media Superior
- Educación Superior

## Geografía
Se localiza al lado sureste en relación con la ciudad de Zacatecas, sus coordenadas son: 22° 40" de latitud norte y 102° 07" de longitud oeste, a una altitud de 2100 metros sobre el nivel del mar.
Limita al norte con el estado de San Luis Potosí, al sur con Ojocaliente, al oriente con Villa González Ortega y al poniente nuevamente con Ojocaliente, Trancoso y Guadalupe. su distancia aproximada a la capital del estado es de 48 kilómetros.

### Extensión
El municipio cuenta con una extensión territorial de 463.97 km² representando el 0.61% de la superficie total del estado, encontramos una pequeña parte en región montañosa, en otra gran parte del territorio predominan los llanos y es por eso que particularmente pertenece a la subprovincia de los llanos y sierras potosino-zacatecanas, que tiene su mayor grosor de territorio en el estado de San Luis Potosí, y abarca la llanura rocosa del extremo oriente del estado de zacatecas.

### Orografía
En el municipio se localizan los siguientes cerros: Cerro Alto, Piedras de Amolar, El Redondo, El Gato, El Pelón, De La Cal, El Colorado, El Picacho, La Tinaja, La Gallega, La Boquilla, De La Cruz, Las Ardillas, cerro de la Antena, El Chatillo, Las Mesas, Cerrito Lucas, Cerros Los Morritos, cerro El Morro, cerro del Potosí y cerro del Águila o de Santiago, siendo estos tres últimos los de la prominencia más alta del municipio con una altura de 2630 metros sobre el nivel del mar.

### Hidrografía
No existen ríos en el municipio, pero en época de lluvias se forman corrientes territoriales, que originan un gran número de arroyos como: San Patricio, La Cardona, El Gallinero, De Mentiras, Las Calabacillas, De la Barranca, Las Maneas, Arroyo Hondo, De Tierra, Las Blancas y Las Verdes, los cuales tienden a estancarse en las lagunas conocidas como El Salado, Las Pilas, San Antonio, La Chiripa, El Tule, El Cajete, y El Sapo siendo la extensión de agua más importante dentro del municipio,  así como en la presa Del Colorado.

### Clima
El clima del municipio es frío, la temperatura media es de 16 °C, tiene una precipitación de 400mm. las lluvias se dan en verano, los vientos son provenientes del sureste con velocidades de 8 km/h. durante todo el año.

### Flora
Existen arbustos espinosos que corresponden al matorral desértico microfilo, así como una gran variedad de nopaleras que en algunas partes se intercalan con pastizales y matorrales diversos, encontramos gran variedad de especies como podemos apreciar enseguida: nopal (tapón, cardón, rastrero, cuijo,  cardenche, gobernadora, huisache, pirul, mezquite, biznaga, clavellina, sangre de grado, maguey, escobilla, epazote, ramoncillo, palmas, pasto rastrero y el llamado pasto agrarista.

### Fauna
En todo el territorio podemos apreciar: liebres, conejos, tachalotes, aguililla, halcón, tordo, cuervo, aves canoras, gato montes, víboras (cascabel), culebras, alicantes, chirrioneras, coralillo, coyotes al norte del municipio en las partes del cerro de Santiago (del Águila) y del Potosí, aun podemos apreciar mapaches y zorra gris. las especies domésticas son: porcinos, equinos, ovinos, bovinos, caprinos, asnales, mulares, conejos, aves de corral y pájaros de jaula.

## Fiestas y tradiciones

### Fiestas populares
El 26 de julio se celebra en la cabecera municipal el novenario a Señora Santa Ana, patrona de la parroquia, en ella se celebran misas, danzas, procesiones, y por la noche la tradicional quema de pólvora y grandioso baile.
En mayo, en la cabecera municipal se celebra al Señor de la Ascensión, esta fiesta es movible el jueves de la Ascensión, esta fiesta está creciendo considerablemente, ya que ha superado en cuanto a asistencia se refiere a la fiesta patronal; en ella se realizan danzas, procesiones, misas, música todo el día y por las noches los juegos pirotécnicos y el tradicional baile. En la víspera de la fiesta se baja al Señor y se recorre la mayor parte de la población, siendo acompañado de los feligreses quienes alegres le bailan y le cantan.
También en este mes se festeja a la Santa Cruz el 3 de mayo para ser exactos, esta fiesta se caracteriza por ser una de las más alegres y emotivas, ya que dos meses antes comienzan sus populares ensayes donde todo el pueblo se reúne para practicar los pasos de su bonita danza, se celebra un novenario que es amenizado con música y pólvora, el día de la fiesta se celebra la santa misa en el templo del sr. de la ascensión para ello se realiza un hermoso recorrido que es acompañado por el retumbar de los cohetes que son tan característicos de esta fiesta que finalmente culmina con un espectacular baile.
En octubre se realiza en la comunidad del Saucito una gran fiesta en honor de Cristo Rey, esta fiesta es movible, esta se ha caracterizado por reunir gran multitud de fieles en el día de la fiesta, también se realizan danzas, misas, procesiones, música todo el novenario, y el día de la fiesta hay música todo el día y por la noche la quema de pólvora y el tradicional baile.
Del 11 al 19 de marzo se lleva a cabo un novenario en honor al Sr. San José en la comunidad de El Saladillo, en ella se lleva a cabo peregrinaciones, danzas, por la noche la tradicional quema de pólvora, misas y su tradicional baile y también a ella llegan una gran cantidad de visitantes.
'En la comunidad de san Pablo del 13 al 25 de enero se celebra la fiesta patronal el santo que se festeja es San Pablo, es por eso que la comunidad lleva el mismo nombre en honor al mismo, a esta fiesta acuden muchas personas de las diferentes comunidades y de los municipios de Ojo Caliente, Villa González y de Pánfilo Natera, y las personas vienen a pasarla bien, lo que se lleva a cabo en la misma. En el novenario hay teatro del pueblo, música y la tradicional pelea de gallos, esto se hace los días 23 y 24 y el día de la fiesta danza, música por la mañana y en el transcurso del día, después la quema de pólvora y la presentación de la música estelar, y lo más importante es su encallejonada el día 26 de enero, que se hace con un burro. El burro carga mezcal en unos garrafones, y da un recorrido por la comunidad y en el recorrido va tocando una banda y se va repartiendo el mezcal en jarros que se regalan y después del recorrido llega a la plaza principal y ahí sigue tocando la banda.
En agosto del 7 al 18 se conmemora un Docenario en la comunidad de Santa Elena Francisco Zarco en honor a la patrona de la comunidad Santa Elena de la Cruz, en cual el 18 se dan cita peregrinaciones de las ciudades vecinas y de Monterrey así como personas que asisten de los municipios vecinos, así como también visitantes de ciudades de Ciudad de México, Guadalajara, Monterrey, San Luis Potosí, Aguascalientes y Zacatecas festejando a la voz de mariachis danzas en el día y por la nocche la tradicional quema de pólvora y el teatro del pueblo en el que se dan cita agrupaciones de renombre y un tradicional baile. Durante el Docenario los eventos que dan figura a la feria son la Coronación de la Reina de las fiestas patronales, el Rodeo infantil, Los maratones de Jóvenes y mujeres adultas el teatro del pueblo y el tradicional Rodeo tipo americano considerado hoy por hoy como uno de los mejores en todo el estado el cual alberga figuras que militan en organizaciones reconocidas como Cuernos Chuecos y PBR en los que figuran vaqueros de talla internacional al que asisten personas de todo la región de varios municipios de todo el estado, Ciudad de México, Guadalajara, Monterrey, SLP, Aguascalientes, Durango, Zacatecas y la Unión Americana. En su momento la feria de Santa Elena fue considerada como una de las más grandes de la región debido a su tradicional "Coloquio" mismo al se daban cita de toda la región tradición hoy en día se ha perdido.

### Gastronomía
Muy popular es el arroz acompañado con mole rojo y guisado de res. También es muy popular la barbacoa de banco, tamales de chile rojo, verde, queso y carne. El nopal es de manera importante un factor primordial en la dieta de nuestros habitantes, ya que se consume durante gran parte del año, ya sea comiendo los tiernos nopalitos o en la elaboración de varios productos derivados de la tuna (miel de tuna, queso de tuna, chicharrón).

## Principales localidades
Pánfilo Natera - (cabecera municipal): Sus principales actividades son la agricultura, ganadería y el comercio. El número de habitantes es de 4894 (censo 2020), tiene una distancia aproximada a la capital del estado de 48 kilómetros.
El Saucito (El Horno): Su actividad primaria es la agricultura, seguido del comercio y ganadería, durante gran parte del año, su distancia aproximada a la cabecera municipal es de 8 km y tiene una población de 3370 habitantes (censo 2020).
San José el Saladillo (El Saladillo): Su principal actividad es la agricultura, pero destaca de manera importante también el comercio, específicamente la compra-venta de chiles secos, siendo reconocidos regionalmente, también sobresale la ganadería; su distancia aproximada a la cabecera municipal es de 8 km y tiene una población de 2959 habitantes (censo 2020). Es una de las poblaciones más frías del estado de Zacatecas.
Santa Elena (Francisco Zarco): Sus actividades primordiales son la agricultura y la ganadería, su distancia aproximada a la cabecera municipal es de 6 km y tiene una población de 1882 habitantes (censo 2020).
San Pablo: Su actividad es la agricultura, también destaca la ganadería, su distancia aproximada a la cabecera municipal es de 10 km y tiene una población de 1597 habitantes (censo 2020).
La Tesorera (Bajío de la Tesorera): Sus actividades principales son la agricultura, la ganadería y la minería ya que recientemente se instaló la empresa Arian Silver, abriendo una antigua mina y trayendo una planta de beneficio de la ciudad de Zacatecas de la antigua mina el bote. Se sitúa sobre la carretera Federal San Luis Potosí - Zacatecas y tiene una población de 1579 habitantes (censo 2020).
El Tule: También su actividad primordial es la agricultura y de manera importante la ganadería, también existe un depósito de salinas en la laguna localizada inmediata al lado de la comunidad, se localiza a 8 km de la cabecera municipal y tiene una población de 1460 habitantes (censo 2020).
Guanajuatillo : Sus actividades principales son la agricultura y la ganadería. Se sitúa sobre la carretera Federal San Luis Potosí - Zacatecas. Su población es de 1109 habitantes (censo 2020).   
Rancho Nuevo: Su población es de 892 habitantes (censo 2020)
La Unión de San Antonio (Unión de las Borregas): Sus actividades principales son la agricultura y la ganadería. El 13 de junio se celebra la fiesta del patrón del pueblo. Su población es de 859 habitantes (censo 2020).
San Ramón: Sus actividades principales son la agricultura y la ganadería. Se sitúa sobre la carretera Pinos - Ojocaliente. su fiesta patronal es el 31 de agosto. Su población es de 643 habitantes (censo 2020).